# Georg Leistner
Georg Leistner (* 25. September 1861 in  Grabow an der Oder; † nicht ermittelt) war ein deutscher Jurist und Turnfunktionär.

## Leben und Werk
Nach dem Besuch des Stadtgymnasiums in Stettin studierte er Rechtswissenschaften und wurde 1885 Referendar und 1891 Gerichtsassessor beim Amtsgericht und Rechtsanwalt beim Landgericht Stettin. Nach der genehmigten Versetzung in den Ruhestand 1893 ließ er sich in Grabow als Rechtsanwalt nieder und wurde zum königlich-preußischen Notar ernannt.
Bereits früh kam er mit der Turnbewegung in Kontakt und trat dem Grabower Turnverein bei, für den er an Gau- und Kreisturntagen teilnahm. Als aktiver Turner wurde er zum Kreisvertreter des Kreises IIIa (Pommern) der Deutschen Turnerschaft gewählt. Gleichzeitig wurde Leistner Mitglied des reichsweiten Ausschusses der Deutschen Turnerschaft. Durch eine Eingabe im Deutschen Reichstag trug er als Ausschussmitglied 1893 maßgeblich dazu bei, dass der Turnunterricht in den Schulen flächendeckend im gesamten Deutschen Reich eingeführt wurde. Mehrfach nahm er in führender Stellung an den internationalen Deutschen Turnfesten teil.
Er wurde in die Stadtverordnetenversammlung von Grabow gewählt und wurde 1900 Stadtverordneter in Stettin.